# Wilful Peggy
Willful Peggy és una pel·lícula muda de la Biograph dirigida per D.W. Griffith i protagonitzada per Mary Pickford, Henry B. Walthall i Claire McDowell, entre d'altres. La pel·lícula es va estrenar el 25 d'agost de 1910.

## Argument
Un Lord irlandès demana la mà de la jove Peggy, una noia de molt caràcter. Tot i que ella s'hi resisteix, davant la insistència de la mare acaba cedint. A la seva nova casa coneix el nebot del seu marit que se sent atreta per ella. En la festa de les noces és objecte de ridícul davant la desconeixença de les normes de la societat. En adonar-se Peggy esclata de ràbia i fuig de la festa. A fora, el nebot, per consolar-la noia, li proposa fer una cursa a cavall. Ella no té vestit d'amazona però el nebot li proposa que es posi un dels seus vestits, cosa a la que accedeix la noia. El marit en trobar-la a faltar, la busca i una criada li explica que ha deixat la seva roba i ha desaparegut. En assabentar-se el marit, pensant que s'ha fugat, li va al seu darrere per venjar-se. Arriba però en el moment en què ella està atonyinant el noi per haver intentat aquest fer-li un petó. El marit s'adona que ella se sap cuidar sola i torna a casa sense que ella l'hagi vist. A la darrera escena, la noia que ha arribat a casa li explica la situació al seu marit el qual l'abraça amb tendresa.

## Repartiment
- Mary Pickford (Peggy)
- Clara T. Bracy (mare de Peggy)
- Henry B. Walthall (el Lord)
- Claire McDowell (la donzella)
- Kate Bruce (dona a la mansió)
- William J. Butler (criat)
- Mack Sennett (convidat a la festa)
- Mabel Van Buren (convidada a la festa)
- Francis J. Grandon (convidat a la festa)
- Grace Henderson (convidada a les noces)
- Charles Craig (convidat a la festa)
- Edward Dillon (convidat a la festa; home a la mansió)
- Guy Hedlund (convidat a les noces)
- Dell Henderson (criat)
- Henry Lehrman (Bumpkin)
- Stephanie Longfellow (convidada a la festa)
- W. Chrystie Miller (convidat a les noces)
- Alfred Paget (criat)
- Billy Quirk (convidat a la festa)
- Gertrude Robinson (convidada a la festa)
- W.C. Robinson (convidat a les noces)
- Verner Clarges
- Robert Harron
- Mabel Normand[1]
- Dorothy Davenport[4]